# Bahnstrecke Dümpelfeld–Lissendorf
| Streckenabschnitt bei Schuld |                      |                                                                |                                                                |
| |                      |                                                                |                                                                |
| Streckennummer (DB): | 3002                 |                                                                |                                                                |
| Kursbuchstrecke: | 248g (1946)          |                                                                |                                                                |
| Streckenlänge: | 44 km                |                                                                |                                                                |
| Spurweite: | 1435 mm (Normalspur) |                                                                |                                                                |
| |                      |                                                                |                                                                |
| \| \| \| ehem. Ahrtalbahn von Adenau \| \| \| \| 0,0 \| Dümpelfeld \| 223 m \| \| \| \| ehem. Ahrtalbahn nach Remagen \| \| \| \| \| Dümpelfelder Kurve von Abzw Liers \| \| \| \| \| Insul (Abzw) \| \| \| \| \| Insuler Tunnel (91 m) \| \| \| \| \| Schulder Tunnel (142 m) \| \| \| \| 4,7 \| Schuld \| 248 m \| \| \| \| Ruppenberg-Tunnel (275 m) \| \| \| \| \| Schellenberg-Tunnel (151 m) \| \| \| \| 8,2 \| Fuchshofen \| 274 m \| \| \| 11,7 \| Antweiler (Ahr) \| 296 m \| \| \| 14,4 \| Müsch \| 306 m \| \| \| \| Müscher Tunnel (289 m) \| \| \| \| \| Dorseler Tunnel (220 m) \| \| \| \| \| Landesgrenze RlP / NRW \| \| \| \| 18,4 \| Ahrdorf (Ahr) \| Ahrdorf (Ahr) \| \| \| \| ehem. Strecke nach Blankenheim-Wald \| \| \| \| \| Landesgrenze NRW / RlP \| \| \| \| 22,5 \| Ahütte \| 367 m \| \| \| 26,3 \| Niederehe \| 401 m \| \| \| 29,4 \| Kerpen (Eifel) \| 430 m \| \| \| 33,6 \| Walsdorf \| 469 m \| \| \| 37,7 \| Hillesheim (Eifel) \| 459 m \| \| \| \| ehem. Strecke nach Gerolstein \| \| \| \| \| Eifelstrecke von Trier \| \| \| \| 43,8 \| Lissendorf \| 414 m \| \| \| 47,8 \| Jünkerath \| 435 m \| \| \| \| \| \| \| \| \| Eifelstrecke nach Hürth-Kalscheuren Vennquerbahn nach Weywertz \| \| \| \| \| \| \| \| Quellen: [1] \| \| \| \| |                      |                                                                |                                                                |
| |                      | ehem. Ahrtalbahn von Adenau                                    |                                                                |
| Bahnhof (Strecke außer Betrieb) | 0,0                  | Dümpelfeld                                                     | 223 m                                                          |
| Abzweig geradeaus und nach rechts (Strecke außer Betrieb) |                      | ehem. Ahrtalbahn nach Remagen                                  | ehem. Ahrtalbahn nach Remagen                                  |
| Abzweig geradeaus und von rechts (Strecke außer Betrieb) |                      | Dümpelfelder Kurve von Abzw Liers                              | Dümpelfelder Kurve von Abzw Liers                              |
| Blockstelle (Strecke außer Betrieb) |                      | Insul (Abzw)                                                   | Insul (Abzw)                                                   |
| Tunnel (Strecke außer Betrieb) |                      | Insuler Tunnel (91 m)                                          | Insuler Tunnel (91 m)                                          |
| Tunnel (Strecke außer Betrieb) |                      | Schulder Tunnel (142 m)                                        | Schulder Tunnel (142 m)                                        |
| Bahnhof (Strecke außer Betrieb) | 4,7                  | Schuld                                                         | 248 m                                                          |
| Tunnel (Strecke außer Betrieb) |                      | Ruppenberg-Tunnel (275 m)                                      | Ruppenberg-Tunnel (275 m)                                      |
| Tunnel (Strecke außer Betrieb) |                      | Schellenberg-Tunnel (151 m)                                    | Schellenberg-Tunnel (151 m)                                    |
| Bahnhof (Strecke außer Betrieb) | 8,2                  | Fuchshofen                                                     | 274 m                                                          |
| Bahnhof (Strecke außer Betrieb) | 11,7                 | Antweiler (Ahr)                                                | 296 m                                                          |
| Bahnhof (Strecke außer Betrieb) | 14,4                 | Müsch                                                          | 306 m                                                          |
| Tunnel (Strecke außer Betrieb) |                      | Müscher Tunnel (289 m)                                         | Müscher Tunnel (289 m)                                         |
| Tunnel (Strecke außer Betrieb) |                      | Dorseler Tunnel (220 m)                                        | Dorseler Tunnel (220 m)                                        |
| Grenze (Strecke außer Betrieb) |                      | Landesgrenze RlP / NRW                                         | Landesgrenze RlP / NRW                                         |
| Bahnhof (Strecke außer Betrieb) | 18,4                 | Ahrdorf (Ahr)                                                  | Ahrdorf (Ahr)                                                  |
| Abzweig geradeaus und nach rechts (Strecke außer Betrieb) |                      | ehem. Strecke nach Blankenheim-Wald                            | ehem. Strecke nach Blankenheim-Wald                            |
| Grenze (Strecke außer Betrieb) |                      | Landesgrenze NRW / RlP                                         | Landesgrenze NRW / RlP                                         |
| Bahnhof (Strecke außer Betrieb) | 22,5                 | Ahütte                                                         | 367 m                                                          |
| Bahnhof (Strecke außer Betrieb) | 26,3                 | Niederehe                                                      | 401 m                                                          |
| Bahnhof (Strecke außer Betrieb) | 29,4                 | Kerpen (Eifel)                                                 | 430 m                                                          |
| Bahnhof (Strecke außer Betrieb) | 33,6                 | Walsdorf                                                       | 469 m                                                          |
| Bahnhof (Strecke außer Betrieb) | 37,7                 | Hillesheim (Eifel)                                             | 459 m                                                          |
| Abzweig geradeaus und nach links (Strecke außer Betrieb) |                      | ehem. Strecke nach Gerolstein                                  | ehem. Strecke nach Gerolstein                                  |
| Strecke von links und von halblinks |                      | Eifelstrecke von Trier                                         | Eifelstrecke von Trier                                         |
| Haltepunkt / Haltestelle · Bahnhof | 43,8                 | Lissendorf                                                     | 414 m                                                          |
| Bahnhof Streckenende | 47,8                 | Jünkerath                                                      | 435 m                                                          |
| |                      |                                                                |                                                                |
| Strecke nach rechts und nach rechts |                      | Eifelstrecke nach Hürth-Kalscheuren Vennquerbahn nach Weywertz | Eifelstrecke nach Hürth-Kalscheuren Vennquerbahn nach Weywertz |
| |                      |                                                                |                                                                |
| Quellen: |                      |                                                                |                                                                |

Die Bahnstrecke Dümpelfeld–Lissendorf war eine nicht elektrifizierte, aber größtenteils zweigleisige Nebenbahn im heutigen Rheinland-Pfalz. Einige Kilometer beim Bahnhof Ahrdorf (Ahr) führte die Strecke über das Gebiet des 1946 gegründeten Nordrhein-Westfalen. Ihr Abschnitt Dümpelfeld – Ahrdorf, welcher entlang der Ahr verläuft, wird auch als Mittlere Ahrtalbahn bezeichnet.

## Geschichte

Bauzug im Bahnhof Hillesheim (Eifel)

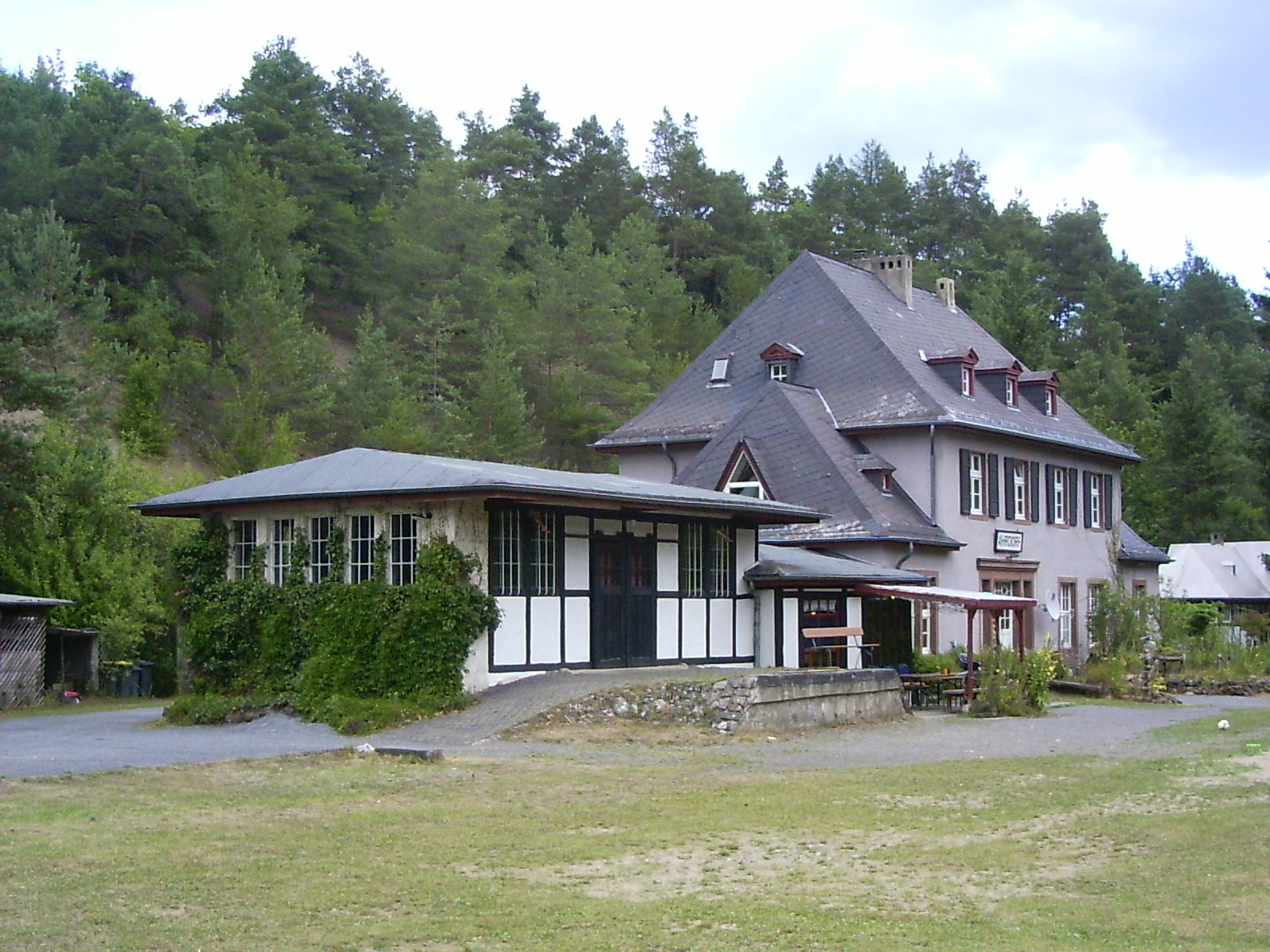
Bahnhof Ahrdorf, hier zweigte die Obere Ahrtalbahn nach Blankenheim ab

Die Bahnstrecke wurde zusammen mit der Bahnstrecke Jünkerath–Weywertz (Vennquerbahn) um 1900 als strategische Bahnstrecke zur Verbindung der beiden Rheinstrecken über die (untere) Ahrtalbahn mit der nahe der Staatsgrenze verlaufenden Eifelstrecke geplant. Die eigentlichen Bauarbeiten begannen im April 1909. Am 30. Juni 1912 wurde die 44 km lange Strecke feierlich eröffnet, der kurze Streckenabschnitt Dümpelfeld – Abzw Insul als eingleisige Nebenbahn, der Hauptteil Abzw Insul – Lissendorf – Jünkerath als zweigleisige Nebenbahn. Auf dem  4 km langen Abschnitt Lissendorf – Jünkerath verlief die Strecke parallel neben der damals ebenfalls zweigleisigen Eifelstrecke. An dieser viergleisigen Streckenführung lässt sich ablesen, dass die Möglichkeit zur möglichst ungehinderten Durchführung von Militärtransporten die Planungen maßgeblich bestimmt hat, denn ein ziviles Verkehrsbedürfnis in dieser Größenordnung bestand in der dünn besiedelten Eifel keineswegs. Die Baukosten betrugen insgesamt 13,2 Millionen Mark. Knapp ein Jahr später ging die in Ahrdorf abzweigende eingleisige Obere Ahrtalbahn in Betrieb.
Außer während der beiden Weltkriege erlangte die Strecke niemals eine überregionale Bedeutung, daher wurde sie trotz ihrer Zweigleisigkeit zeitweise im vereinfachten Nebenbahndienst betrieben.
Am Ende des Zweiten Weltkriegs wurden zahlreiche Brücken von der Wehrmacht gesprengt, daraufhin ruhte der Verkehr. Der Wiederaufbau zog sich mehrere Jahre hin, erst 1948 konnte die Strecke wieder durchgängig befahren werden. Der parallel zur Eifelstrecke verlaufende Streckenabschnitt Lissendorf – Jünkerath wurde nach 1945 stillgelegt und abgebaut, der geringe Verkehr über die Eifelstrecke geleitet. Fortan war die Reststrecke nur noch eingleisig, das zweite Streckengleis war als Reparationsleistung demontiert worden.

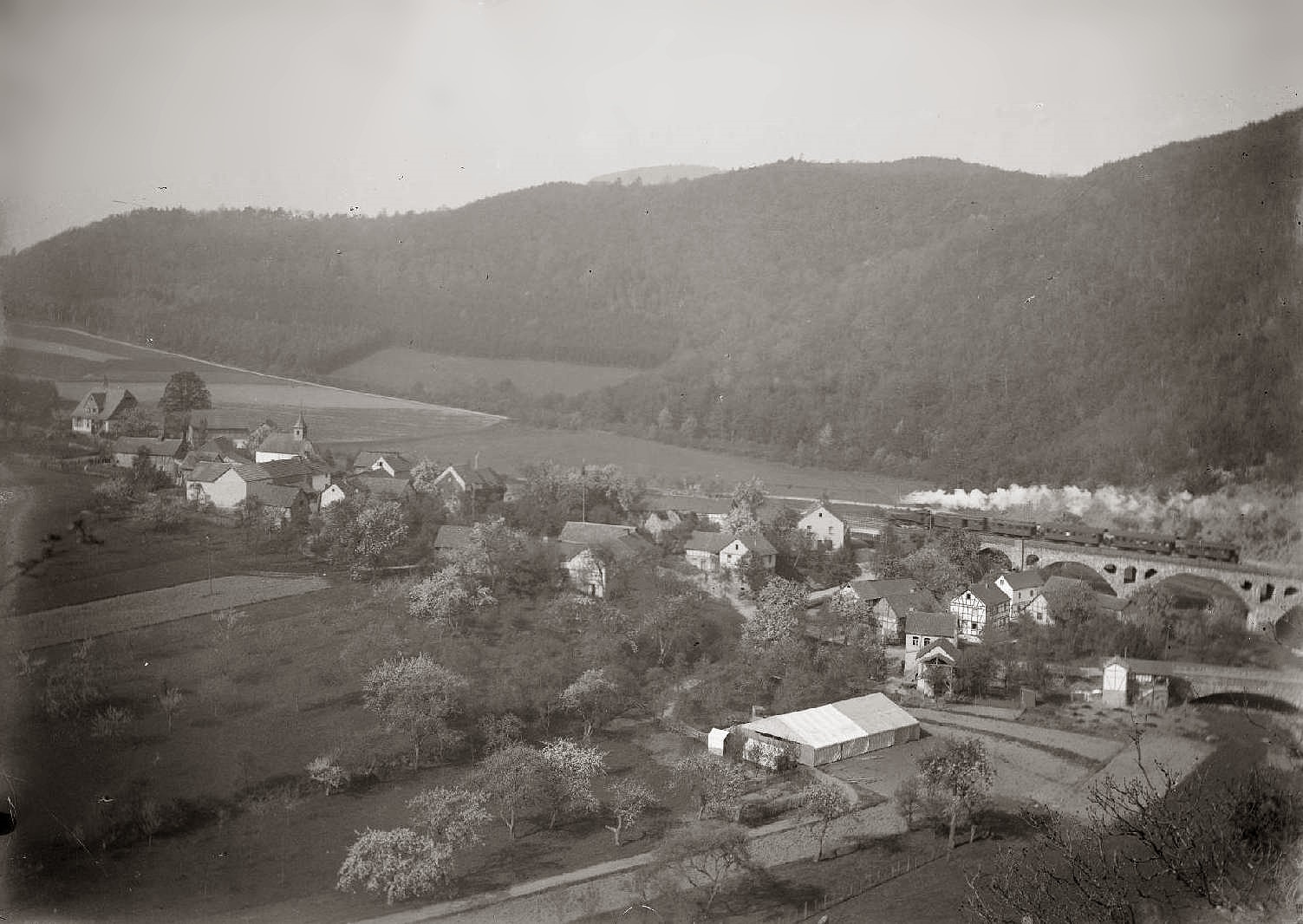
Zug bei Fuchshofen 1913

Der Personenverkehr Dümpelfeld–Lissendorf wurde am 3. Juni 1973 eingestellt, der Güterverkehr Dümpelfeld–Hillesheim (Eifel) folgte am 30. September 1973. Anschließend wurde die Strecke abgebaut. Der restliche Abschnitt Hillesheim–Lissendorf wurde Ende 1982 stillgelegt und später demontiert.
Etwa 50 Jahre später lebte die „obere Ahrtalbahn“ ein Stück weit wieder auf, als Anfang 2023 im ehemaligen Bahnhof Ahütte ein Museumsbahnhof eröffnet wurde. Das Gleis wurde hier wieder aufgebaut und eine Schienenbus-Garnitur vor Ort stationiert.
Auf den zurückgebauten Abschnitten Insul–Schuld und Dorsel–Fuchshofen verläuft heute ein Bahntrassenradweg, der Ahr-Radweg, welcher beim Ahrhochwasser 2021 beschädigt wurde und abschnittsweise gegenwärtig nicht genutzt werden kann. Durch den Schulder Tunnel und über die beiden angrenzenden Brücken verläuft ersatzweise die Landesstraße 73, deren Böschung östlich von Schuld durch das Hochwasser beschädigt wurde.